# Střevačský rybník
Střevačský rybník o rozloze vodní plochy 6,5 ha se nalézá na severním okraji vesnice Střevač v okrese Jičín u silnice III. třídy č. 28012 vedoucí ze Střevače do vesnice Nadslav. Rybník je napájen říčkou Mrlina.
Po hrázi rybníka vede polní cesta.
Rybník byl vybudován před rokem 1768, poněvadž je zachycen na již mapách I. vojenského mapování. V roce 2019 je využíván pro chov ryb.

## Galerie

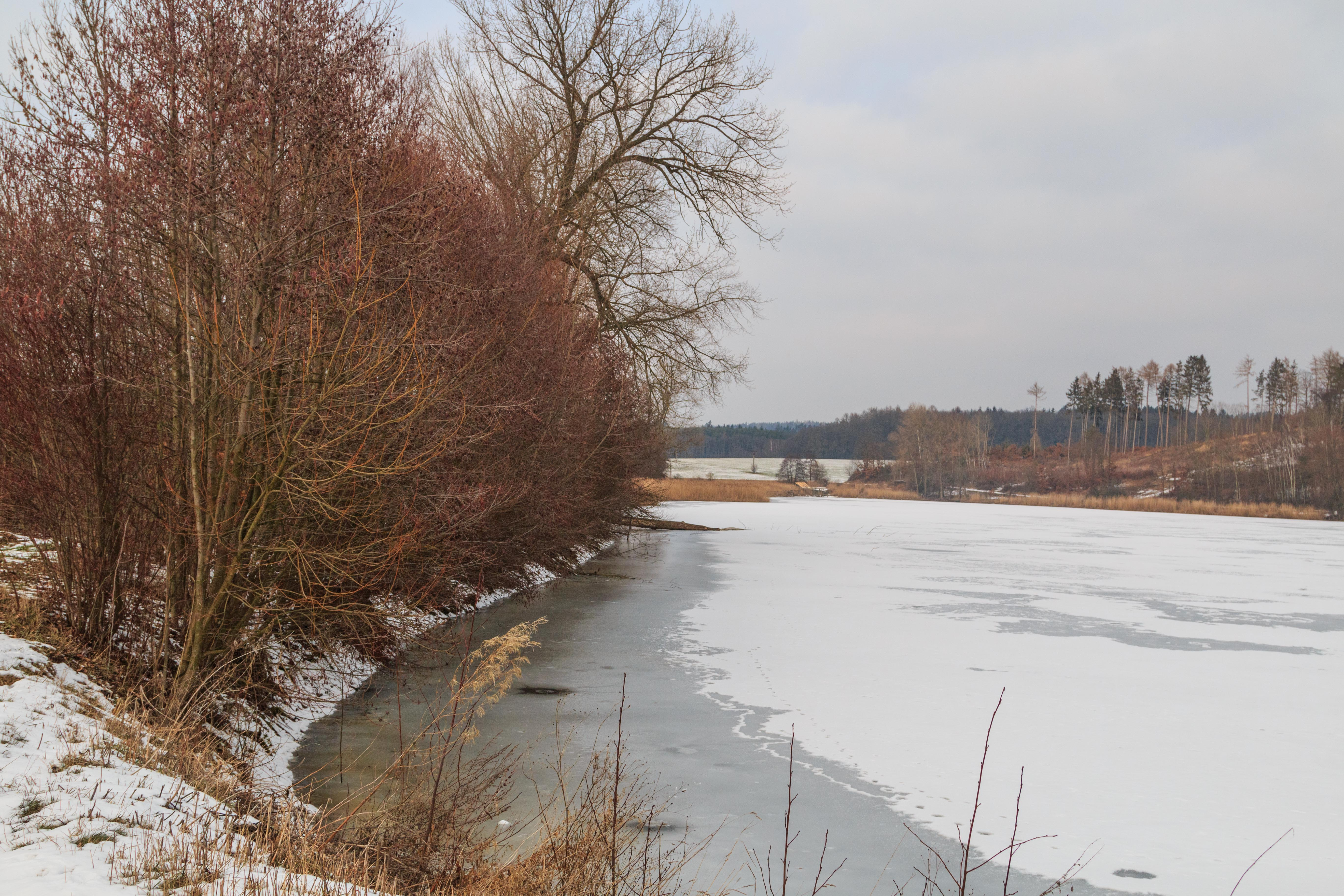
pohled na Střevačský rybník
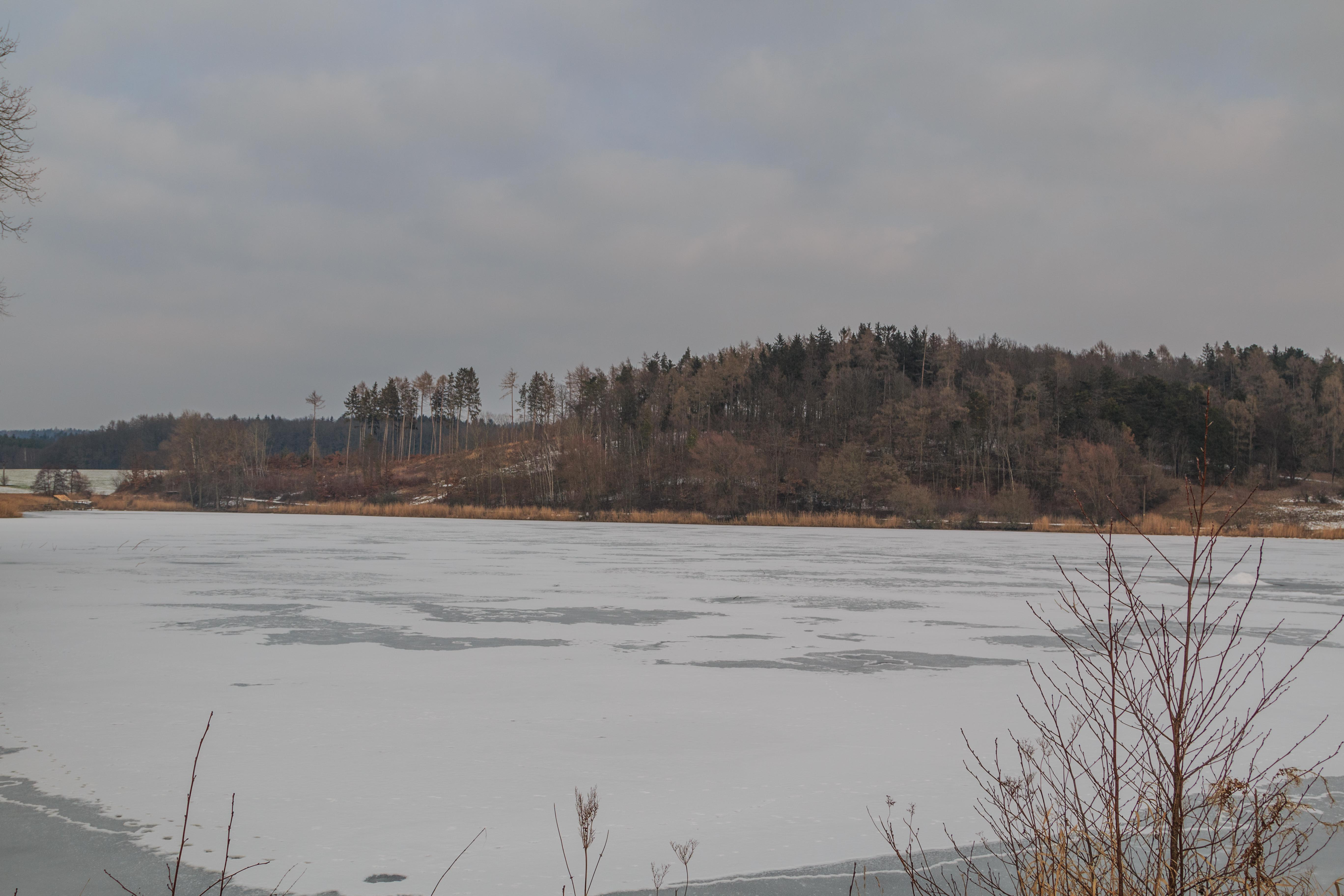
pohled na Střevačský rybník
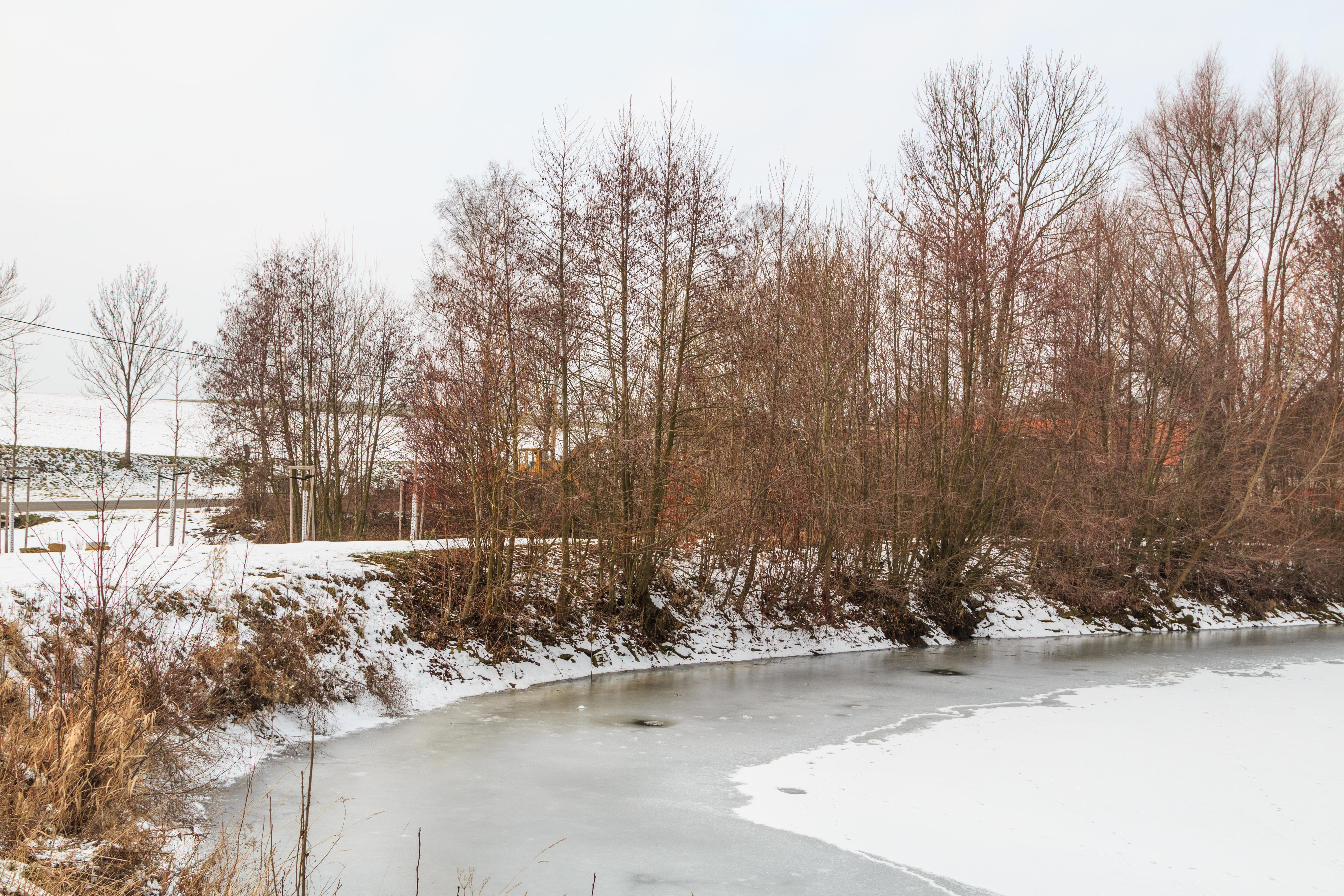
pohled na Střevačský rybník
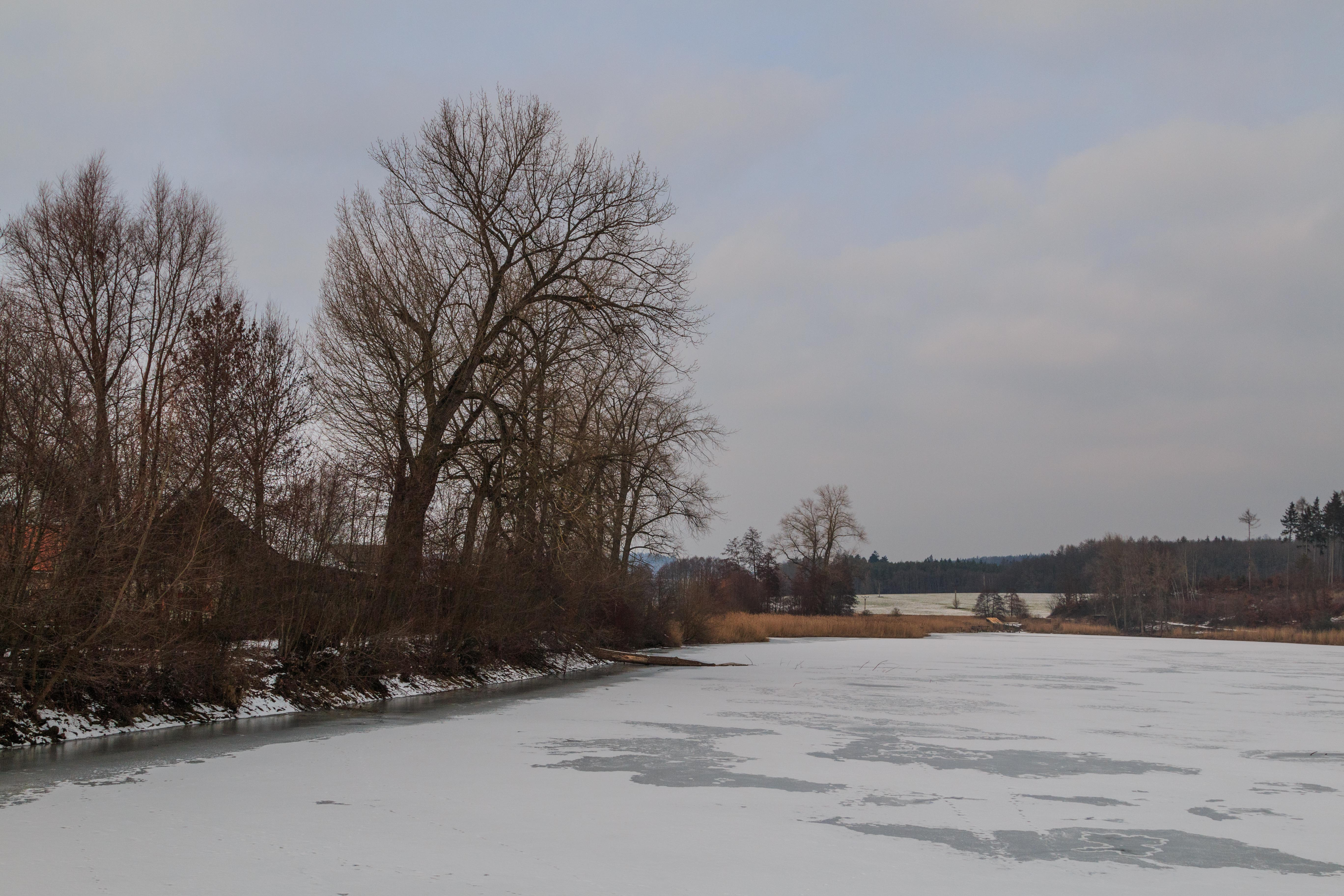
pohled na Střevačský rybník